# Terranuova Bracciolini
Terranuova Bracciolini é uma comuna italiana da região da Toscana, província de Arezzo, com cerca de 11 184 habitantes. Estende-se por uma área de 85 km², tendo uma densidade populacional de 132 hab/km². Faz fronteira com Castelfranco di Sopra, Castiglion Fibocchi, Laterina, Loro Ciuffenna, Montevarchi, Pergine Valdarno, San Giovanni Valdarno.

## Demografia
| Variação demográfica do município entre 1861 e 2011                               |
|                                                                                   |
| Fonte: Istituto Nazionale di Statistica (ISTAT) - Elaboração gráfica da Wikipedia |